# Ariëns Kappers Medal

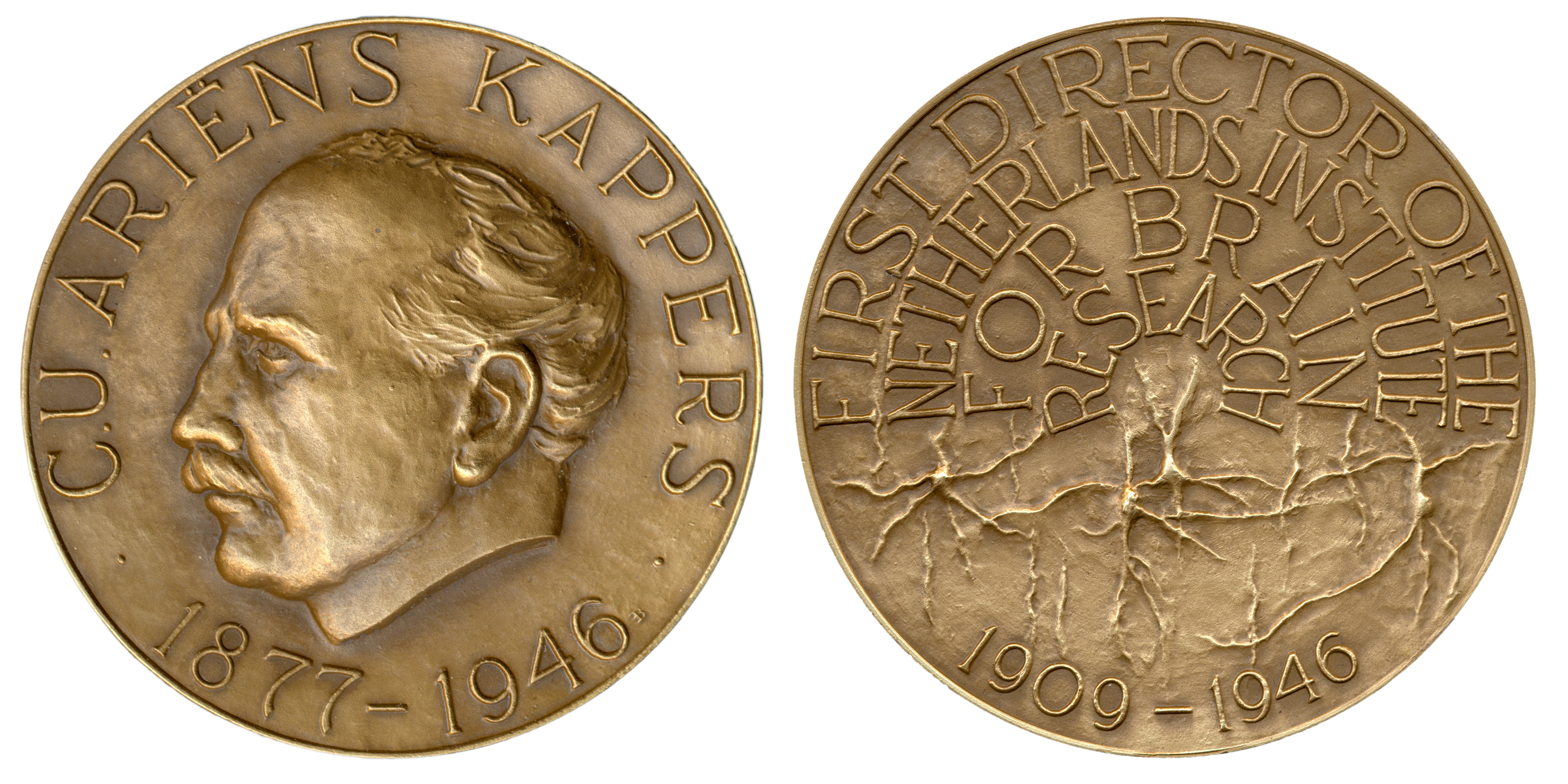

De Ariëns Kappers Medal is een medische prijs vernoemd naar de Nederlandse neuroloog Cornelius Ubbo Ariëns Kappers, de eerste directeur van het Nederlands Centraal Instituut voor Hersenonderzoek (thans Nederlands Herseninstituut) in 1908. De bekroning wordt door de Koninklijke Nederlandse Academie van Wetenschappen op voordracht van het NHI uitgereikt aan mensen die een bijzondere bijdrage leveren op het gebied van neurowetenschappen.
De prijs wordt weleens verward met, maar ís een andere dan de ook naar Ariëns Kappers vernoemde C.U. Ariëns Kappers Prize. Die gaat naar de schrijver van de beste neurologie-publicatie onder PhD-studenten.
De medaille werd ontworpen door Martha Balász naar een idee van Gerard J. Boer, en werd geslagen bij Koninklijke Kempen & Begeer, Delft.

## Winnaars Ariëns Kappers Medal
- Pasco Rakic (1987)
- Anders Björklund (1988)
- Mortimer Mishkin (1989)
- Robert Y. Moore (1991)
- Dale Purves (1993)
- Joseph S. Takahashi (1995)
- Patricia S. Goldman-Rakic (1996)
- Dean H. Hamer (1999)
- Gerald M. Edelman (1999)
- Vilayanur Ramachandran (1999)
- Steven Rose (1999)
- Michael Gazzaniga (1999)
- Antonio Damasio (1999)
- Rudolf Nieuwenhuys (2000)
- Mark H. Tuszynski (2001)
- Dennis D.M. O’Leary (2003)
- Clifford B. Saper (2005)
- James W. Fawcett (2008)
- Frans B.M. De Waal (2009)
- Marcus Raichle (2010)
- Györgi Buzsáki (2014)
- Rui M. Costa (2017)
- Roberto Malinow (2019)
- Karl Deisseroth (2022)